# Pintura de Colombia
Aunque el dibujo, como base esencial para el posterior desarrollo de la pintura, fue practicado por los primeros pobladores de América, ya como trazos decorativos o con contenido ritual en cavernas, paredes rupestres y grandes rocas, se puede afirmar que la pintura no es propiamente una de las artes más antiguas de Colombia.
Si bien se han encontrado numerosos vestigios de pintura rupestre a lo largo y ancho del país, esta no llegó a desarrollarse en grandes composiciones.
La aculturación impuesta por España desde comienzos del siglo XVI frenó el desarrollo estético de los indígenas y de los esclavos africanos afincados durante más de dos siglos.
Salvo algunas excepciones, a España tampoco le preocupó que en el Nuevo reino de Granada se desarrollaran las corrientes plásticas de su época. Sólo trasladó pocos originales de buena calidad y los nativos debieron crear un arte elemental, de copia, ante la carencia de materiales idóneos y maestros del oficio.
De esos primeros años de amalgama étnica y racial, de las tres culturas confluyentes primará el arte religioso europeo o blanco, eliminando las expresiones de los dominados: los indígenas locales y los africanos. La pintura de carácter eclesiástico fue la predominante desde el siglo XVII hasta bien entrado el XX.
Con la Expedición Botánica y el movimiento independentista, a comienzos del siglo XIX, la pintura colombiana comienza a separarse de la religión. Primero es la representación científica y detallada de la flora granadina; luego vendrá la descripción de lugares y "tipos populares", en un afán por conocer o reconocer la idiosincrasia y el paisaje nacional. Sus principales exponentes serán José María Espinosa, Ramón Torres Méndez y los pintores de la Comisión Corográfica.

## Historia de la pintura colonial en Colombia
Durante la época colonial en Colombia, la pintura desempeñó un papel fundamental en la consolidación del poder religioso, político y cultural. Con la llegada de los españoles, se impuso un estilo artístico influenciado por el barroco europeo, consolidando un sistema que facilitó la expansión del arte en las colonias, especialmente en lo que hoy conocemos como Colombia.

### Contexto
En el contexto colonial, la pintura estuvo estrechamente ligada a la Iglesia católica y las instituciones religiosas. Las obras religiosas, especialmente aquellas con escenas bíblicas, santos y vírgenes, servían para instruir en la fe católica a la población mestiza e indígena, además de embellecer templos y conventos.
El auge de la pintura en el Virreinato de la Nueva Granada, que incluía el territorio de la actual Colombia, se dio en los siglos siglo XVII y siglo XVIII, destacándose ciudades como Bogotá, Popayán y Cartagena como centros de producción artística.

## Desarrollo y talleres de pintura

### El papel de los talleres
Los talleres artísticos fueron espacios esenciales para la formación de artistas y la producción de obras. Estos talleres estaban dirigidos por maestros experimentados que instruían a aprendices en técnicas de pintura, dibujo y restauración.
Los talleres funcionaban como escuelas informales, donde el aprendizaje se basaba en la transmisión directa del conocimiento. Los aprendices ingresaban a edades tempranas y adquirían habilidades bajo la tutela de un maestro.

### Características de los talleres
- Transmisión de técnicas europeas: Adaptación del barroco europeo, con dramatismo, uso de luz y sombra, y composiciones complejas.
- Producción en masa: Las iglesias y conventos encargaban grandes cantidades de obras religiosas, muchas veces repetitivas.
- Adaptación local: Incorporación de elementos indígenas y africanos en las representaciones religiosas.

### Talleres destacados
- Taller de los Figueroa: Fundado por Gaspar de Figueroa, formó a artistas como Baltasar Vargas de Figueroa y Gregorio Vásquez de Arce y Ceballos.
- Taller de los Acero: Fundado por Antonio Acero de la Cruz (1600-1667), formó a artistas como su hijo Antonio Acero Céspedes.

## Influencias y artistas destacados

### Influencias europeas
La pintura colonial colombiana fue influenciada por las corrientes barrocas europeas, transmitidas a través de maestros españoles y obras importadas. La mayoría de las pinturas del siglo XVI y siglo XVII fueron traídas desde Europa, estableciendo patrones estilísticos en las colonias.

## La transición al arte republicano
La transición entre el arte colonial y el arte republicano estuvo marcada por cambios significativos en el enfoque temático y estilístico. Mientras que el arte colonial priorizaba la religión y el simbolismo espiritual, el arte republicano comenzó a destacar temas laicos, históricos y patrióticos.

### Características de la transición
- Influencias del Neoclasicismo: Mayor énfasis en la simetría, la claridad y la racionalidad, en contraste con el dramatismo barroco.
- Representación histórica: Se dio paso a la pintura de escenas históricas que exaltaban los ideales de libertad e independencia.
- Nuevos formatos: Aparición de retratos individuales y paisajes que representaban el progreso y la identidad nacional.

Este cambio reflejó los valores de una sociedad que buscaba consolidar su identidad después de la independencia, alejándose de las representaciones estrictamente religiosas hacia un arte más secular y representativo de la historia patria.

## La pintura en elsigloXIX

### Transformaciones artísticas
El siglo XIX marcó grandes transformaciones políticas y sociales que también se reflejaron en la pintura. El arte comenzó a separarse de la religión, enfocándose en la representación de la identidad nacional.

### Características generales
- Nacionalismo: La pintura exaltó ideales de libertad, progreso e independencia.
- Retratos y pintura histórica: Dominados por escenas de batallas e héroes nacionales.
- Influencias académicas: Inspiradas en corrientes europeas, como el romanticismo y el realismo.

## La Expedición Botánica
La Expedición Botánica (1783-1816), dirigida por José Celestino Mutis, tuvo un impacto significativo en las artes visuales. Aunque su objetivo principal era documentar la flora y fauna, también introdujo técnicas como el dibujo científico.

### Influencias artísticas
- Introducción de nuevas técnicas: Ilustración botánica y científica.
- Formación de artistas: Pintores como Pablo Antonio García del Campo, Francisco Javier Matís, Salvador Rizo, Vicente Alban y Pablo Caballero se destacaron en la Expedición.
- Legado visual: Documentación detallada de la biodiversidad colombiana.

## Conclusión
La pintura colonial y decimonónica en Colombia refleja un proceso de adaptación y transformación cultural. Desde las influencias barrocas europeas hasta la creación de una identidad nacional en el siglo XIX, la evolución artística colombiana ha dejado un legado significativo en la historia del arte universal.

## SigloXX
"El arte en nuestro país, -afirma el escritor Juan Camilo Sierra- durante los años subsiguientes y hasta entrada la década de 1950, padeció del regodeo de quienes se dedicaron más al ofício que a la pintura."
"Dos grupos o corrientes, marcados, los primeros, por el concepto formal del arte académico francés y, los que llegaron luego, por el anecdotario del muralismo mexicano, produjeron en Colombia, en el primero de los casos, un arte de petíte-bourgeoisie: paisajes, bodegones y retratos en los que la identidad nacional se vio afectada por el afrancesamiento con el que se pintaba, y, en el segundo caso, arte como testimonio social y político-crónica ilustrada de una época que se olvidó de la pintura, la razón de la pintura como centro vital en el cuadro.

### El Bachuismo
En la década de 1930 el pluralismo mexicano y el indigenismo se convirtieron en la referencia obligada del arte latinoamericano en nuestro continente y Colombia no fue ajena a la tendencia.

### La Ruptura del arte academicista
Bajo la influencia del expresionismo alemán y su formación académica en Múnich el pintor alemán Guillermo Wiedemann, quien había llegado a Colombia en 1936, se fue decantando en un arte abstracto que desde mediados del siglo marcaría las siguientes generaciones, rompiendo con el retroceso academicista del muralismo mexicano.
A raíz de la crítica desarrollada en particular por Juan Friede, Walter Engel y Marta Traba, el arte colombiano entraría en una nueva etapa, que se cimentaría tras la creación, en 1962, del Museo de Arte Moderno de Bogotá. Desde ese momento, sostiene Sierra Reposto, "la historia del arte colombiano del siglo XX habría de adquirir gracias a este grupo, y por primera vez, una identidad propia."

## SigloXXI
El evento con patrocinio oficial más importante sobre arte colombiano es el Salón Nacional de Artistas Colombianos.